# Novaki Oborovski
 Novaki Oborovski  falu Horvátországban Zágráb megyében. Közigazgatásilag Rugvicához tartozik.

## Fekvése
Zágráb központjától 21 km-re délkeletre, községközpontjától 2 km-re délnyugatra, az Száva bal partján fekszik.

## Története
A település az oborovói Szent György és Szent Jakab plébániához tartozott és tartozik ma is. 
1857-ben 300, 1910-ben 439 lakosa volt. Trianon előtt Zágráb vármegye Dugo Seló-i járásához tartozott. Később Dugo Selo község része volt. Önkéntes tűzoltó egyletét 1952-ben alapították. 1993-ban az újonnan alakított Rugvica községhez csatolták. A falunak 2001-ben 261 lakosa volt.

## Lakosság
| Lakosság változása | Lakosság változása | Lakosság változása | Lakosság változása | Lakosság változása | Lakosság változása | Lakosság változása | Lakosság változása | Lakosság változása | Lakosság változása | Lakosság változása | Lakosság változása | Lakosság változása | Lakosság változása | Lakosság változása |
| ------------------ | ------------------ | ------------------ | ------------------ | ------------------ | ------------------ | ------------------ | ------------------ | ------------------ | ------------------ | ------------------ | ------------------ | ------------------ | ------------------ | ------------------ |
| 1857               | 1869               | 1880               | 1890               | 1900               | 1910               | 1921               | 1931               | 1948               | 1953               | 1961               | 1971               | 1981               | 1991               | 2001               |
| 300                | 300                | 321                | 397                | 445                | 439                | 435                | 429                | 542                | 363                | 334                | 301                | 245                | 229                | 261                |

## Nevezetességei
- Nepomuki Szent János tiszteletére szentelt kápolnája.
- A Vernić család kastélya.

## Külső hivatkozások
- Rugvica község hivatalos oldala